# THE G.O.A.T.
『THE G.O.A.T.』（ザ・ゴート）は、JFN系列で放送されているラジオ番組。送出時間は金曜 7:30 - 10:55。

## 概要
2008年10月から15年間放送された『OH! HAPPY MORNING』のうち金曜日のみを分離し、新たに新設するもの。当該時間帯では2008年9月まで月～木に編成された『Open Sesame!』とは別に金曜日に『Applause!〜週末の主役達へ〜』を設定していた。当番組もジャパンエフエムネットワーク制作の平日朝のワイド番組である。
番組名のG.O.A.T.は"Greatest Of All Time"からとられたネット上のスラングで、"greatest"は"great"の最上級で「最も偉大な」、"of all time"は「これまでで」「歴史上で」という意味を持ち、総じて「史上最高!超最高!めちゃくちゃに最高!」を意味する。新旧洋邦を問わない音楽、エンターテインメント、アクティビティなどを織り交ぜながら、最高のエクスペリエンスを紹介しながら週末をもっと楽しみたいリスナーへ送るエンタメ・レコメンドプログラムを標榜する。
全体として、前番組や月～木の『OH! HAPPY MORNING』と比べると、トークやメッセージ、音楽を主軸としているものの、前半は自社制作番組を放送する地域が多いことから一部地域のみの放送であることと、さらに5分から10分単位でニュースや交通情報などを編成する局に合わせて飛び乗り・飛び降りしやすいように細切れな編成に、後半はこの時間帯からの放送となるネット局が多いことと、飛び乗り飛び降り局も減ることから細切れ編成を維持しつつも多少フレキシブルなコーナー組み立てとなっている。
本番組ではそれまで組まれていた『JFNラジオショッピング』は組まれていない。

## パーソナリティー
- 帆世雄一（通しで出演）
- 降幡愛（9時台の後半パートから出演）

### 代演
帆世の代演
- 井門宗之：2024年9月6日（体調不良のため[1]）、2025年1月17日（体調不良のため[2]）
- 浦尾岳大：2024年10月25日 - 11月22日（育児休業のため[3][4]）、2025年1月10日（体調不良のため[5]）

降幡の代演
- 石田佳名子：2023年12月15日（ライブイベント「幻日のヨハネ -The Story of the Sound of Heart-」に出演の為）、2024年5月3日（スペイン・バレンシアで開催された「Japan Weekend Valencia」にゲスト出演のの為）、7月5日（ロサンゼルスで開催されたアニメ・エキスポにゲスト出演の為）、9月20日（スペイン・マドリードで開催された「Japan Weekend Madrid」にゲスト出演のの為）、10月18日（体調不良のため[6]）、2025年7月18日（ポーランド・ワルシャワで開催された「ANIMATSURI 2025」にゲスト出演のの為）

## 番組内容

### 7:30 - 8:55【前半】
このパートは帆世が単独で担当。
ニュース、天気予報も担当する。
| タイムテーブル | タイムテーブル                         | タイムテーブル |
| 時刻           | 内容                                   | 備考 |
| -------------- | -------------------------------------- | --- |
| 7:30           | オープニング                           | |
| 7:32           | 曲                                     | |
| 7:32           | ニュース・天気予報                     | - ニュースとネット局各地の天気を伝える。情報協力はウェザーマップ。 - 2023年11月中旬までは天気予報が7:43に編成されており、ウェザーマップの気象予報士が電話出演していた。 |
| 7:43           | COFFEE G.O.A.T. MUSIC                  | - コーヒーをたしなむ帆世にちなみ、月替わりのコーヒーとそれに合う音楽を紹介する。 - 2023年11月中旬までは7:32に放送されていた。 |
| 7:50           | フィラーBGM                            | 【ローカル枠】 |
| 7:55           | ニュース                               | - 『この時間のニュース』を伝える 。 - このコーナーのみネットする放送局もある。各局が提供クレジット等の挿入が出来るよう、冒頭30秒はフィラーBGMが流れる。 |
| 8:00           | （2024年10月時点でこの時間の編成なし） | - 大半のJFN系列局はキー局であるTOKYO FM制作の『ONE MORNING』を放送するためこの時間帯のパートをネットする放送局はない。 - 『ONE MORNING』の8時台パートをネットしていない系列局が本番組を臨時にネットする場合、独自の内容を当該局向けに編成する可能性がある（詳細はOH! HAPPY MORNING#番組内容を参照）。 |
| 8:20           | 8時台オープニング（ジングルのみ）      | |
| 8:21           | THE G.O.A.T. MUSIC SELECTION           | |
| 8:30           | メッセージ紹介・曲など                 | このパートをネットする青森・秋田・広島に特化した内容。 |
| 8:40           | メッセージ紹介・曲                     | ほぼ毎週このパートで降幡を一度呼び込んでトークする。 |
| 8:40           | THE G.O.A.T. WORD                      | |
| 8:52           | 8時台エンディング                      | |

### 8:55 - 9:00【NEWS（ローカル枠）】
8:55 - JFNニュース
- ローカルニュースに差し替える地域もある。TOKYO FM報道情報センター所属、ないしはフリーのアナウンサーが担当する。

### 9:00 - 10:55【後半】
このパートから降幡が登場
| タイムテーブル | タイムテーブル       | タイムテーブル                                                                                                |
| 時刻           | 内容                 | 備考 |
| -------------- | -------------------- | --- |
| 09:00.03       | 冒頭10秒ジングル     | 「時報直後CMスポット挿入可能ゾーン」 各局、CM（カウキャッチャー）やステーションジングルに差替える事が出来る。 |
| 09:00.15       | 9時台オープニング    | |
| 09:06          | メッセージ紹介・曲   | |
| 09:06          | This Week’s G.O.A.T. | 今週の話題を振り返る                                                                                          |
| 09:26          | メッセージ紹介・曲   | 【ローカル枠】                                                                                                |
| 09:31          | ゲストコーナー       | 休止時はメッセージ紹介など                                                                                    |
| 09:40          | ゲストコーナー       | 休止時はメッセージ紹介など                                                                                    |
| 09:50          | メッセージ紹介・曲   | |
| 09:55          | メッセージ紹介・曲   | 【ローカル枠】9時台エンディング                                                                               |
| 10:00.03       | ジングル             | 「時報直後CMスポット挿入可能ゾーン」CMやステーションジングルに差替える事が出来る。                            |
| 10:00.40       | メッセージ紹介・曲   | 10時台オープニング                                                                                            |
| 10:15          | メッセージ紹介・曲   | |
| 10:20          | Throwback G.O.A.T.   | |
| 10:30          | ゲストコーナー       | 休止時はメッセージ紹介など                                                                                    |
| 10:45          | メッセージ紹介・曲   | |
| 10:50          | エンディング         | |

### ニコニコ超会議とのコラボレーション企画
JFNCは4月下旬にニコニコ生放送と幕張メッセ（千葉市美浜区）にて開催されるドワンゴ主催のイベント『ニコニコ超会議』と2020年よりコラボレーション企画を実施している。
- ニコニコ生放送ではスタジオ映像と併せて7:30 - 10:55に生配信（8時から20分間は休止）。生配信終了後はタイムシフト予約者限定でアーカイブ配信を実施する（ニコニコ生放送アプリ・サイト共）。

## ネット局
送出時間は金曜 7:30 - 10:55だが、枠そのものをフルネットしていても途中別番組を内包していたり、ネット局によっては一部時間帯の未放送部分がある。

### ネット局の補足
ネット局及び放送時間は基本的に前番組である『OH! HAPPY MORNING（金曜）』のものを引き継いでいるが、関東地方・近畿地方では未放送。
年末年始に関しては自社制作番組を休止する局があるため、その代替として当番組をネットしたり、通常のネット局でも放送時間を拡大することがある（後述）。

### 現在のネット局
以下の情報は2025年6月現在。なお、8:00 - 8:20はAライン相当ネット枠のため、当番組としては休止の時間帯となる。
「快適生活ラジオショッピング」は年末年始は休止されるほか、一時的に未放送となる時期があり、その際は原則当番組の未放送ブロックが流れる。
以下は備考欄の凡例。
【飛び降りコメントについて】

途中飛び降りの地域では別途アナウンスを挿入する地域があり、以下のパターンにパーソナリティによる「帆世雄一と降幡愛がお届けしている『THE G.O.A.T.』・・・・」という旨の飛び降りアナウンスを載せる。ただし、7時台のみを放送する宮崎・鹿児島ではアナウンスは存在しない。
- ○ - 通常の飛び降りパターンとして進行中の曲に乗せている局。
- × - アナウンスを入れずに次コーナーや番組に接続する局。

【ネット状況について】（ローカル枠・9時台エンディング差し替え・年末年始の臨時ネット）
- L1 - 9:26 - 9:31のローカル枠での自社差し替えを行使せず、JFNCからの内容をそのまま放送する地域。
- L2 - 9:55 - 10:00の9時台エンディングに設けられているローカル枠での自社差し替えを行使せず、JFNCからの内容をそのまま放送する地域。
- F - 年末年始にフルネットを行う局。

全て金曜日の放送で、放送時間の早い順から記載。全局、「radiko」・「radiko.jpプレミアム」・「ニコニコ生放送」で聴取・視聴可能。
- 前番組から引き続き、ニコニコ生放送では7:30 - 10:55のフルネットで生配信。生配信終了後はニコニコ生放送アプリ・サイト共にタイムシフト予約者限定でアーカイブ配信を実施する。

いずれの放送局も、ミニ番組、シリーズ番組などの編成によっては飛び乗り、飛び降り、開始、終了時間は変動する。
| 放送対象地域   | 放送局名                       | 放送時間                                   | ローカル枠 | 備考  |
| -------------- | ------------------------------ | ------------------------------------------ | --- | ----- |
| 宮崎県         | エフエム宮崎（JOY FM）         | 7:30 - 7:50                                | |       |
| 鹿児島県       | エフエム鹿児島（μFM）          | 7:30 - 7:50                                | |       |
| 秋田県         | エフエム秋田（AFM）            | 7:30 - 10:55                               | 7:50 - 7:55 第1・第3・第5金曜：Check! It 第2・第4金曜：秋田県からのお知らせ 8:55 - 9:00：AFMさきがけニュース | L1 L2 |
| 石川県         | エフエム石川（HELLO FIVE）     | 7:30 - 10:55                               | 7:50 - 7:55：ウェザーインフォメーション 7:55 - 8:00：FM石川ニュース 8:19 - 8:25：快適生活ラジオショッピング 8:25 - 8:30：トラベル・インフォメーション 8:30 - 8:52：クロダハウス presents しあわせ物語 8:52 - 8:55：トラフィック・インフォメーション 8:55 - 9:00：FM石川ニュース 9:26 - 9:31：ウェザー&インフォメーション 9:49 - 9:55：快適生活ラジオショッピング 9:55 - 10:00：HELLO FIVE MUSIC NEXUS |       |
| 青森県         | エフエム青森（AFB）            | 7:30 - 10:55                               | 8:55 - 9:00：快適生活ラジオショッピング 9:25 - 9:31：快適生活ラジオショッピング 9:50 - 10:00：青森フレンズ POWERD BY INFLUX 7:55のニュースは『今朝のニュース』として放送 | × L1  |
| 広島県         | 広島エフエム放送（HFM）        | 7:30 - 10:15                               | 7:30 - 7:32：交通情報 8:20 - 8:30：交通情報・ニュース・天気予報 9:00 - 9:05：交通情報・天気予報 9:55 - 10:00：ニュース・天気予報 | ○ L1  |
| 富山県         | 富山エフエム放送（FMとやま）   | 8:40 - 10:55                               | 9:25 - 9:31：快適生活ラジオショッピング | L2    |
| 島根県・鳥取県 | エフエム山陰（V-air）          | 9:00 - 10:00                               | 9:40 - 9:55：サッチの太鼓判健康ショッピング | L1 L2 |
| 岩手県         | エフエム岩手（FM IWATE）       | 9:00 - 10:55                               | 9:55 - 10:00：FM岩手ニュース | L1    |
| 香川県         | エフエム香川（FM香川）         | 9:30 - 10:55                               | 10:20 - 10:30：Brillante! for SDGs（第1・3金曜） | L2    |
| 徳島県         | エフエム徳島（FM TOKUSHIMA）   | 第2・4・5 9:30 - 10:55 第1・3 9:30 - 10:45 | | F     |
| 福島県         | エフエム福島（ふくしまFM）     | 10:00 - 10:55                              | |       |
| 岐阜県         | エフエム岐阜（FM GIFU）        | 10:00 - 10:55                              | |       |
| 長崎県         | エフエム長崎（FM Nagasaki）    | 10:00 - 10:55                              | |       |
| 岡山県         | 岡山エフエム放送（FM OKAYAMA） | 10:00 - 10:54                              | | F     |

### 7:55 - 8:00のニュースを部分ネット
| 放送対象地域 | 放送局名                     | 『内包先番組名』 「コーナー名」                     | 備考                                                                                   |
| ------------ | ---------------------------- | --------------------------------------------------- | -------------------------------------------------------------------------------------- |
| 宮城県       | エフエム仙台（Date fm）      | 『Morning Brush』 「Date fm NEWS」                  |                                                                                        |
| 山口県       | エフエム山口（FMY）          | 『FMY DayColors』 「JFN NEWS ハイライト」           | F                                                                                      |
| 徳島県       | エフエム徳島（FM TOKUSHIMA） | 『TOKUSHIMA MORNING LIVE Compass』 「全国ニュース」 | 祝日に関しては7時台は当番組を臨時ネット受け。 『Compass』は第2部のみの放送としている。 |

### 放送を打ち切った局
| 放送対象地域 | 放送局名                       | 末期放送時間  | 放送期間                      | ローカル枠 | 備考                                          |
| ------------ | ------------------------------ | ------------- | ----------------------------- | --- | --------------------------------------------- |
| 山形県       | エフエム山形（Rhythm Station） | 7:30 - 10:55  | 2023年10月6日 - 2024年3月29日 | （他局のようにシフト制ではなく専属で大久保香穂が担当） 7:35 - 7:40：Headline News 7:45 - 7:50：Weather Information 7:50 - 7:55：Traffic Information 7:55 - 8:00：FM山形ニュース 8:20 - 8:25：Traffic Information 8:25 - 8:30：Weather Report 8:30 - 8:33：山形シティ・ナヴィゲーション 8:33 - 8:40：Morning Instruction～今朝の心得～、 朝のニュース&トピックス 8:55 - 9:00：FM山形ニュース | L1 L2 『Sparkle Morning』開始のため打ち切り。 |
| 大分県       | エフエム大分                   | 10:00 - 10:49 | 2023年10月6日 - 2024年9月27日 | - |                                               |
| 佐賀県       | エフエム佐賀（FMS）            | 10:00 - 10:55 | 2023年10月6日 - 2025年5月30日 | - | 『MUSIC ASSORT』の開始に伴い打ち切り。        |